# Ben Feldman
Ben Feldman (Potomac, 27 maggio 1980) è un attore statunitense, candidato a un Premio Emmy nel 2012.

## Biografia
Nasce nel Maryland dove suo padre Robert ha un'attività. Dal 2016 Feldman vive a Los Angeles ed è socio di una casa vinicola chiamata Angelica Cellars. Dal 2013 è sposato con l'attrice Michelle Mulitz.
Ha recitato a Broadway nell'adattamento teatrale de Il laureato con Alicia Silverstone e Kathleen Turner. Ha anche recitato come protagonista in The Perfect Man e vestito i panni del figlio di Fran Drescher nella serie televisiva A casa di Fran.
Dal 2009 al 2011 ha preso parte alla serie televisiva Drop Dead Diva nel ruolo di Fred l'angelo custode. Feldman ha lasciato la serie all'inizio della quarta stagione anche se occasionalmente è apparso in alcuni episodi.
È stato nominato agli Emmy Award come Outstanding Guest Actor in a Drama Series nel 2012 per la sua interpretazione di Michael Ginsberg nella serie TV Mad Men.
Dal 2015 al 2021 è diventato protagonista della serie comica statunitense Superstore, nella quale interpreta la parte del commesso Jonah.

## Filmografia

### Cinema
- Tempeste di ghiaccio (Frozen Impact), regia di Neil Kinsella (2003)
- Pazzo pranzo di famiglia (When Do We Eat?), regia di Salvador Litvak (2005)
- The Perfect Man, regia di Mark Rosman (2005)
- Cloverfield, regia di Matt Reeves (2008)
- Extreme Movie (2008)
- Venerdì 13 (Friday the 13th), regia di Marcus Nispel (2009)
- Necropolis - La città dei morti (As Above, So Below), regia di John Erick Dowdle (2014)
- 400 Days, regia di Matthew Osterman (2015)

### Televisione
- Perfetti... ma non troppo (Less Than Perfect) - serie TV, episodio 2x06 (2003)
- A casa di Fran (Living with Fran) - serie TV, 26 episodi (2005-2007)
- Numb3rs - serie TV, episodio 4x09 (2007)
- Las Vegas - serie TV, episodio 5x15 (2008)
- La complicata vita di Christine (The New Adventures of Old Christine) - serie TV, 1 episodio (2008)
- Medium - serie TV, episodi 5x14-5x15 (2009)
- CSI - Scena del crimine (CSI: Crime Scene Investigation) - serie TV, episodio 10x03 (2009)
- Drop Dead Diva - serie TV, 38 episodi (2009-2014)
- Love Bites - serie TV, episodio 1x05 (2011)
- Mad Men - serie TV, 29 episodi (2012-2014)
- Major Crimes - serie TV, episodio 2x03 (2013)
- The Mindy Project - serie TV, 2 episodi (2013)
- A to Z - serie TV, 13 episodi (2014-2015)
- Childrens Hospital - serie TV, episodio "Home Life of a Doctor" (2015)
- Silicon Valley - serie TV, 5 episodi (2014-2016)
- Superstore - serie TV, 113 episodi (2015-2021)
- Monsters & Co. la serie - Lavori in corso! (Monsters at Work) - serie TV animata, 10 episodi (2021-in corso) - voce
- Guida turistica per innamorarsi (A Tourist's Guide to Love), regia di Steven K. Tsuchida - film TV (2023)

### Cortometraggi
- Limited (2011)
- Sluts, Bitches and Whores! (2012)
- Departure Date (2012)

## Riconoscimenti
- Premio Emmy
  - 2012 – Candidatura al miglior guest star per Mad Men
- Screen Actors Guild Awards
  - 2013 – Candidatura al miglior cast per Mad Men
- Satellite Award
  - 2017 – Candidatura al miglior attore protagonista per Superstore
- Gold Derby
  - 2012 – Candidatura al miglior attore ospite per Mad Men

## Doppiatori italiani
Nelle versioni in italiano delle opere in cui ha recitato, è stato doppiato da:
- Francesco Venditti in Venerdì 13, Necropolis - La città dei morti
- Marco Vivio in The Perfect Man, Drop Dead Diva
- Simone Crisari in Pazzo pranzo di famiglia, Superstore
- Alessandro Tiberi in A casa di Fran
- Andrea Mete in Major Crimes
- Daniele Giuliani in Mad Men
- Gabriele Lopez in Silicon Valley
- Federico Zanandrea in Super Pumped
- Daniele Raffaeli in Guida turistica per innamorarsi

Da doppiatore è sostituito da:
- Edoardo Stoppacciaro in Monsters & Co. la serie - Lavori in corso!